# Lê Hiếu Trung
Lê Hiếu Trung (chữ Hán: 黎孝忠) là một tư nghiệp Quốc tử giám thời Lê sơ, đỗ đồng tiến sĩ năm 1502.

## Thân thế
Lê Hiếu Trung là người làng Chi Nê (芝泥), huyện Chương Đức (彰德), nay thuộc thôn Chi Nê, xã Trung Hòa, huyện Chương Mỹ.

## Sự nghiệp
Ông do quân hạng Định huân, thi đỗ Đệ tam giáp đồng tiến sĩ xuất thân khoa Nhâm Tuất 1502 niên hiệu Cảnh Thống. Mùa đông năm Đoan Khánh Đinh Mão 1507, Lê Hiếu Trung làm đến Giám sát ngự sử và được làm phó sứ sang Minh tạ việc sách phong. Đến đời Quang Thiệu ông làm tư nghiệp Quốc tử giám, về sau tự tử do Lê Chiêu Tông ở Thượng Yên Quyết bị Trịnh Tuy bắt đem về Thanh Hoa. Theo một tài liệu thì ông bị giết.

## Nhận định
Trong Lịch triều hiến chương loại chí ở phần "Nhân vật chí", Phan Huy Chú có viết một mục về ông tại phần "Bề tôi tiết nghĩa". Lê Hiếu Trung thường được khen là có tiết nghĩa.